# Вільхова (Івано-Франківський район)
Вільхова — село Івано-Франківського району Івано-Франківської області. Входить до складу Рогатинської міської громади.